# Eglės sanatorija

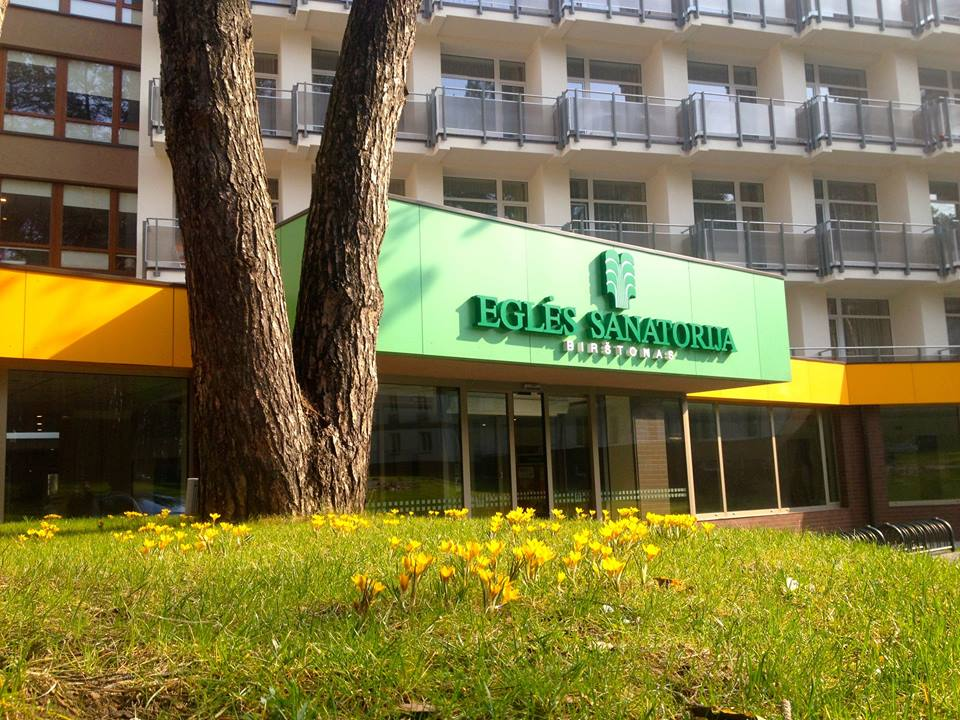
Filiale Birštonas

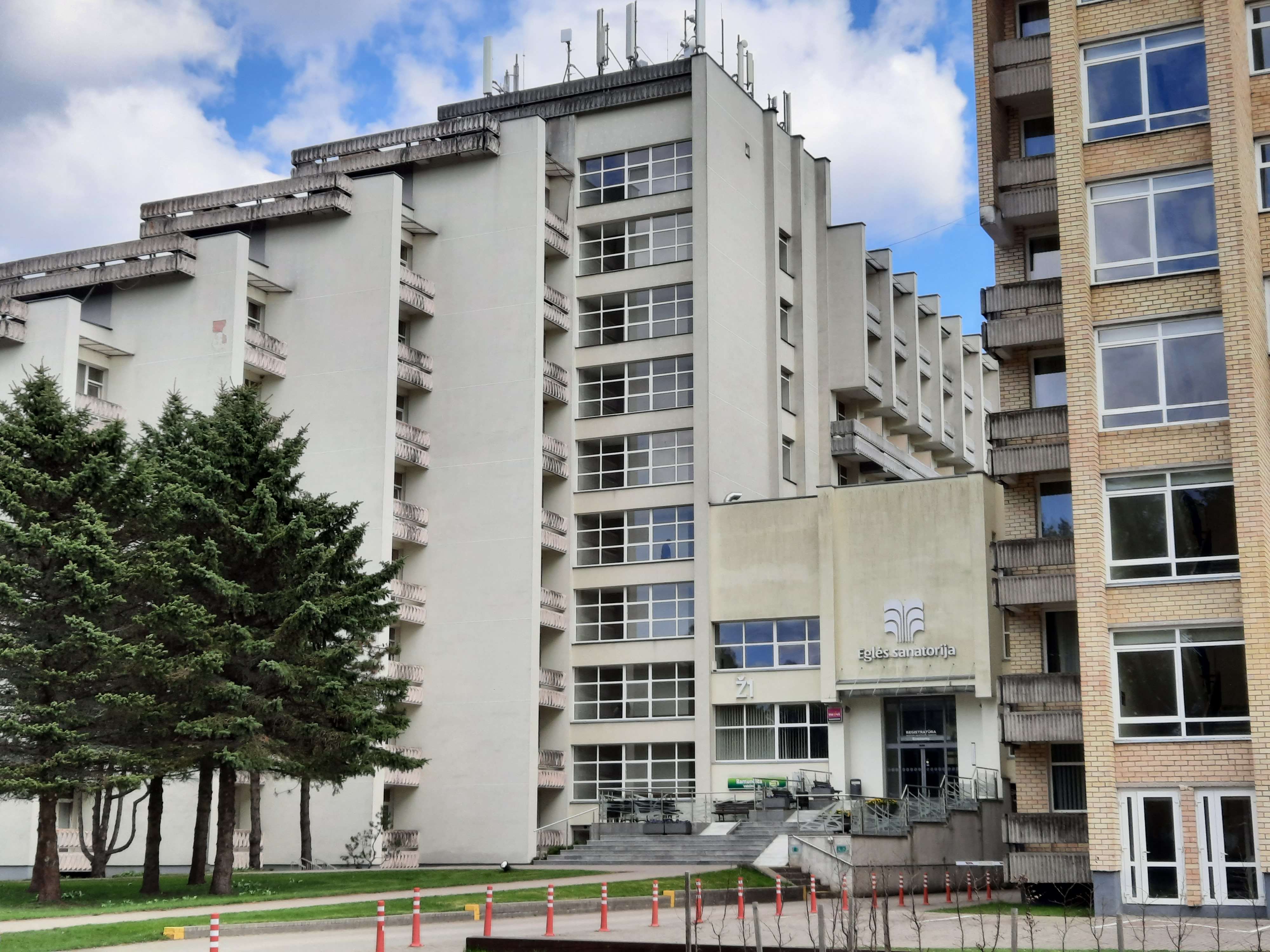
Gebäude in Druskininkai

UAB Eglės sanatorija ist eine Rehaklinik und mit 820 Mitarbeitern (Stand: 2025)  das größte Sanatorium in Litauen, im Baltikum und in Osteuropa nach Anzahl der Mitarbeiter, eine der ältesten litauischen Kurort-Heilstätten (gegründet 1947).
Es hat die Standorte mit SPA-Zentren in den südlitauischen balneologischen Kurortstädten Druskininkai und Birštonas sowie die Rehabilitationszentren in der litauischen Hauptstadt Vilnius und in der litauischen zweitgrößten Stadt Kaunas.
Seit 2024 ist „Eglės sanatorija“ ein Akademisches Lehrkrankenhaus  für die Weiterbildung der Fachärzte für Physikalische und Rehabilitative Medizin der Medizinischen Fakultät der Universität Vilnius und der Medizinakademie der Litauischen Universität für Gesundheitswissenschaften. Das Sanatorium arbeitet außerdem bei der Ausbildung von Kinesitherapeuten und Krankenpflegern als Kooperationspartner der litauischen Hochschulen (der Universität Vilnius und der Mykolas-Romeris-Universität in Vilnius, dem Kolleg Kaunas und der Litauischen Universität für Gesundheitswissenschaften in Kaunas sowie der Universität Klaipėda) zusammen.
„Eglės sanatorija“ verfügt über das größte Zentrum für Physikalische Medizin und Rehabilitation (FMRC) in Litauen. Es hat drei eigene Mineralwasser-Quellen mit Trinkhallen, davon die einzige Mineralwasser-Trinkhalle in der größten litauischen Stadt Vilnius.
Mehr als 50 Ärzte und 270 weitere medizinische Fachkräfte erbringen medizinische Dienstleistungen. Täglich werden gleichzeitig 460 Patienten in der medizinischen Rehabilitation und 1540 Sanatoriumsgäste behandelt.

## Struktur
- Sanatorium mit einem Gebäudekomplex seit 1972 in Druskininkai
- Sanatorium, gegründet 1947, mit einem 2013 renovierten und 2017 erweiterten Gebäudekomplex in Birštonas (Aufnahmekapazität von bis zu 750 Gästen)
- Rehabilitationszentrum „Eglės reabilitacijos centras“, Vilnius-Šnipiškės (Konstitucijos prospektas 20, Gebäude von Radisson Blu Hotel Lietuva)[7]
- Rehabilitationszentrum „Eglės reabilitacijos centras“ (CORE) in Vilnius-Žvėrynas (Ukmergės g. 126)[8]
- Rehabilitationszentrum Kaunas (Vytauto pr. 37b)[9]

## Kur und Anlagen
Das Sanatorium hat Trinkhallen mit eigenen Mineralwasser-Quellen: „Gintaras“ ist in Birštonas und „Eglė“ Nr. 1 sowie „Eglė“ Nr. 2 in Druskininkai. Neben den Wohnblöcken gibt es in Druskininkai zwei Schwimmbad- und Sauna-Komplexe, ein Spa, Mineralwasserbäder, Speisesäle mit einem breiten Angebot an Buffetgerichten, Cafeterias und Konferenzräume, das Sanatorium verfügt außerdem über eine gläserne Galerie, ein Kinderspielzimmer, Freizeiträume und eine Bibliothek, Fitnessräume, einen Wintergarten, einen Fußreflexzonenpfad, einen Kräutergarten, einen Kinderspielplatz, Tennisplätze, Basketball- und Badmintonplätze. Das Sanatorium in Birštonas verfügt über eine Schwimmbad- und Saunalandschaft, ein SPA-Zentrum, den GINTARAS-SPA-Bereich, einen Speisesaal mit einem Buffet, Cafeterias, Konferenzräume, ein Kinderspielzimmer, Freizeiträume und eine Bibliothek sowie einen Fitnessraum, Tennisplätze und einen Kinderspielplatz im Außenbereich.

## Geschichte
1947 gründete der Rat des Zentrums der All-Union-Gewerkschaften der Sowjetunion das VPSCT-Sanatorium Nr. 2 in den verstaatlichten Villen der litauischen Zwischenkriegszeit auf dem Gebiet des alten Kurortes Birštonas. Am Anfang arbeiteten drei Ärzte. Im Sanatorium wurden die Krankheiten des Verdauungssystems behandelt. 1959 erhielt es den Namen „Spalis“ und wurde als „Spalio“ Sanatorija genannt. Es wurde zum Gedenken an die Oktoberrevolution, die gewaltsame Machtübernahme durch die kommunistischen Bolschewiki unter Führung Lenins in Russland, benannt. Das Sanatorium mit 320 Betten verfügte über Wasserversorgung und Kanalisation, einen Lkw „GAZ-51“  und zwei Lkws „GAZ-AA“ zur Beförderung des Heilschlamms. In den Jahren 1958–1962 wurde im Sanatorium „Spalis“ ein zusätzlicher Gebäudeflügel mit 100 Betten gebaut und die Kantine vergrößert. Während der Sommer- und Wintermonate waren in Birštonas nur das Sanatorium „Spalis“ und „Tulpė“ geöffnet. In Zusammenarbeit mit der Abteilung für Infektionskrankheiten der Medizinischen Fakultät der Staatlichen Universität Vilnius wurde im Sanatorium eine Station für die Behandlung von Patienten eingerichtet, die an Virushepatitis erkrankt waren.  Das sowjetlitauische Oktober-Sanatorium war der Gesundheit der Nomenklatura-Mitglieder der Kommunistischen Partei der Sowjetunion gewidmet. Das Sanatorium „Spalis“ wurde nach der Wiedererlangung der litauischen Unabhängigkeit geschlossen und war bis 2013 zwei Jahrzehnte lang ungenutzt.
1972 wurde das Sanatorium „Eglė“ mit einigen Gebäudeflügeln in Druskininkai gebaut. Der Gebäudekomplex wurde nach den Prinzipien der monofunktionalen Städtchen der Moderne von sowjetlitauischen Architekten (A. Simanavičius, L. Chmieliauskaitė, A. Laurikietis) entworfen, mit konzentrisch angeordneten Blöcken für verschiedene Nutzungen und umgebenden Grünflächen. Die Elemente der Inneneinrichtung basieren auf den Motiven des litauischen Volksmärchens „Eglė, die Königin der Nattern“. Die Kunstwerke im Inneren des Hauptgebäudes wurden von litauischen Künstlern geschaffen: Glasfenster von Kazimieras Morkūnas, Antanas Galecas und Gintaras Dumčius, die Außen- und Innenskulpturen von Gediminas Karalius, Marija Bankauskaitė, Jadvyga Mozūraitė-Klemkienė und Stasys Žirgulis.
1986 wurden neues Gebäude namens Žilvinas (Architekten Liuda Mažeikienė, K. Simonavičius und M. Žilaitytė) und das Verwaltungsgebäude im damaligen Sowjetlitauen angebaut. Im Jahr 1993 wurde die Mineralwasser-Trinkhalle rekonstruiert. Im Jahr 1995 wurde das staatliche Sanatorium in das Eglė sanatorija AG umstrukturiert. Seit 2003 wurde es mehrmals renoviert und umgebaut.
Im Jahr 2013 wurde die Zweigstelle des Sanatoriums in Birštonas eröffnet (an der Stelle des aus der Sowjetzeit stammenden Sanatoriums Spalis). Im Jahr 2017 wurde in Birštonas ein neues Gebäude des Eglė-Sanatoriums eröffnet. Der Gebäudekomplex wurde um drittes Wohngebäude mit einem Zentrum für Funktionsdiagnostik und medizinische Rehabilitation im Wert von 6 Millionen Euro erweitert. Es wurden neue 140 Zimmer eingerichtet, darunter Zimmer für Menschen mit Behinderungen und Zimmer mit antiallergischem Bodenbelag für Allergiker.
Im Jahr 2023 wurden 100 % der Anteile des Sanatoriums Eglė von INVL Baltic Sea Growth Fund, einem privaten Beteiligungsfonds, erworben.
2023 erreichte man einen Umsatz von 37,7 Mio. Euro.
Im Juni 2024 wurden zwei Zentren für medizinische Rehabilitation in Vilnius (in den Stadtteilen Žvėrynas und Šnipiškės) und ein Rehazentrum in Kaunas eröffnet.
Bis Juni 2024 gab es 1,2 Mio. Patienten und Gäste.